# Кислов, Алексей Никанорович
Алексей Никанорович Кислов (9 августа 1896 — 7 мая 1978) — советский военачальник, военинженер 1-го ранга (подполковник), начальник химического отдела Волховского фронта, генерал-майор технических войск (17.11.1943). Участник Гражданской войны, Великой Отечественной войны.

## Биография

Монгольские и советские ветераны боев 1921 года с министром по делам Народных войск МНР и командующим генерал-полковником Жамъянгийном Лхагвасурэном (в центре). Второй слева — генерал-майор Глеб Николаевич Корчиков, третий слева — генерал-майор Алексей Никанорович Кислов.

А. Н. Кислов (1975 г.)

Алексей Никанорович Кислов родился 9 августа 1896 года в г. Москве.
7 мая 1919 года поступил на службу в РККА. Участвовал в Гражданской войне, во время которой в 1921 году служил помощником начальника штаба 105-й стрелковой бригады. Ветеран 5-й армии Восточного фронта.
Член ВКП(б) с 1920 года.
Участник Великой Отечественной войны с 1941 года.
В 1942 году А. Н. Кислов был начальником военной академии радиационной, химической и биологической защиты имени Маршала Советского Союза С. К. Тимошенко.
Во время Великой Отечественной войны воевал на Волховском (в составе химического отделения Волховского Фронта, штаба Волховского Фронта) и Карельском (в составе управления Карельского Фронта) фронте.
С ноября 1942 года в качестве начальника химического отдела Волховского фронта хорошо организовывал оборону и работу химических войск, занимался своевременным обеспечением и контролем за сбережением ресурсов, часто находился непосредственно в боевых соединениях, контролируя организацию и устройство химической службы. За успешное выполнение поставленных боевых задач и способствованию прорыву блокады Ленинграда и освобождению г. Новгород А. Н. Кислов 2 июля 1943 года в звании полковника награжден медалью «За оборону Ленинграда».
3 ноября 1944 года на основании Указа Президиума ВС СССР за выслугу лет награжден Орденом Красного Знамени.
А. Н. Кислов в звании генерал-майора 30 мая 1945 года на основании Указа Президиума ВС СССР от 5 декабря 1944 года награжден медалью «За оборону Советского Заполярья».
23 июня 1945 года на основании Указа Президиума ВС СССР от 9 мая 1945 года награжден медалью «За победу над Германией в Великой Отечественной войне 1941—1945 гг.».
21 февраля 1945 г. «…за выслугу лет в Красной Армии» награжден Орденом Ленина.
20 июня 1949 г. «…за выслугу лет в Красной Армии» награжден Орденом Красного Знамени.
Окончил службу 8 октября 1957 года.
7 мая 1978 года скончался. Захоронен на Введенском кладбище в г. Москва. Семейное захоронение на участке №3

## Интересные факты
- Алексей Никанорович Кислов — автор книги «Разгром Унгерна», посвященной борьбе Р. Ф. Унгерна против советской власти[8].
- А. Н. Кислов обладатель ордена Боевого Красного Знамени МНР и знака за Бои на Халхин-Голе.

## Рукописи
- Кислов А.Н. Марш советских ветеранов гражданской войны. — М., 1967.
- Кислов, А.Н. Разгром Унгерна [Текст] : (О боевом содружестве советского и монгол. народов) : [Воен.-ист. очерк]. — М.: Воениздат, 1964. — 100 с.

## Награды
- Орден Красного Знамени (22.02.1943)
- Медаль «За оборону Ленинграда» (02.07.1943)
- Орден Отечественной войны I степени (13.02.1944)
- Орден Красного Знамени (03.11.1944)
- Орден Красного Знамени (20.06.1949)
- Орден Ленина (21.02.1945)
- Медаль «За оборону Советского Заполярья» (30.05.1945)
- Медаль «За победу над Германией в Великой Отечественной войне 1941—1945 гг.» (23.06.1945)